# Gelasma acutissima
Gelasma acutissima là một loài bướm đêm trong họ Geometridae.